# Vítanov
Vítanov är en ort i Tjeckien.   Den ligger i regionen Pardubice, i den centrala delen av landet, 110 km öster om huvudstaden Prag. Vítanov ligger 551 meter över havet och antalet invånare är 425.
Terrängen runt Vítanov är platt åt sydväst, men åt nordost är den kuperad.Runt Vítanov är det ganska glesbefolkat, med 43 invånare per kvadratkilometer. Närmaste större samhälle är Hlinsko, 2,4 km nordost om Vítanov. I omgivningarna runt Vítanov växer i huvudsak barrskog.